# Gentiana stragulata
Gentiana stragulata är en gentianaväxtart som beskrevs av I. B. Balf. och Forrest. Gentiana stragulata ingår i släktet gentianor, och familjen gentianaväxter. Inga underarter finns listade i Catalogue of Life.